# Byron Clean Energy Center

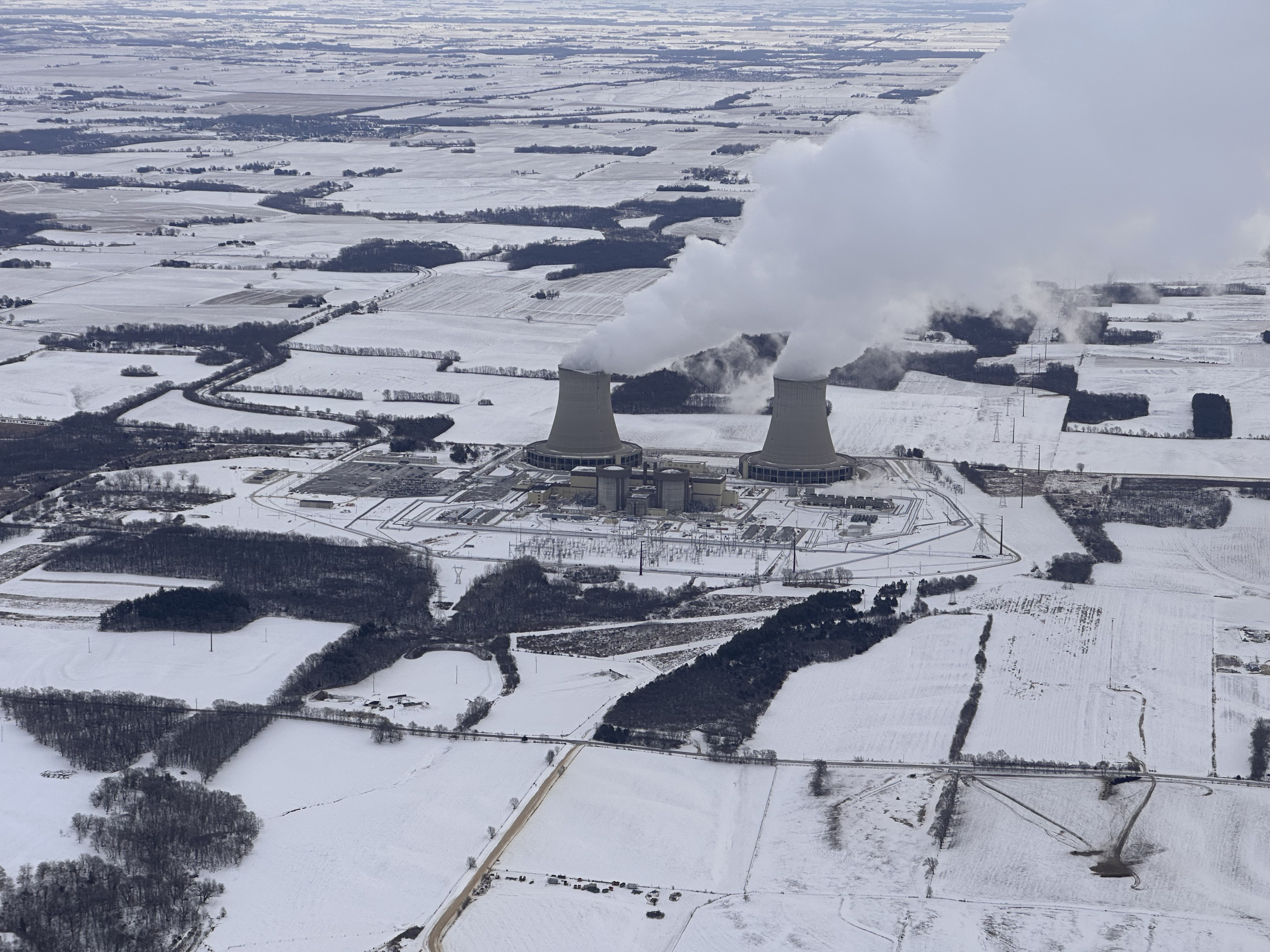
Byron Clean Energy Center, 2025.

Byron Clean Energy Center är ett kärnkraftverk med två kärnreaktorer som kan producera maximalt 2 347 megawatt (MW) elektricitet, vilket motsvarar elektricitet för mer än 1,7 miljoner bostäder. Kärnkraftsanläggningen ligger på ett 721 hektar (1 782 acre) stort område utanför Byron, Illinois i USA. Byron ägs till 100% av Constellation Energy.
Kärnkraftverkets första reaktor kom i drift den 16 september 1985 medan den andra gjorde det den 2 augusti 1987.